# يورانوسين
اليورانوسين مركب يورانيوم عضوي صيغته U(C8H8)2، يتألف من ذرة يورانيوم محاطة بحلقتي أوكتاتتراين، ويعد من أوائل مركبات اليورانيوم العضوية الاصطناعية، وهو مركب صلب ذو لو أخضر وحساس للهواء ويذوب في المذيبات العضوية.
اليورانوسين هو من مجموعة الأكتينوسينات وهي مجموعة من الميتالوسينات تتضمن عناصر من سلسلة الأكتينيدات. ولا يوجد لهذا المركب أي تطبيق عملي يذكر.

## التصنيع
وُصف اليورانوسين لأول مرة سنة 1968 ثنائي بوتاسيوم أوكتاتتراينايد الحلقي مع مع رباعي كلوريد اليورانيوم في مذيب THF في درجة حرارة 0 مئوية.